# Endere
Endere (chinois : 安迪尔古城遗址 ; pinyin : āndí'ěr gǔchéng yízhǐ) est un site archéologique du sud du désert du Taklamakan, en Chine, sur la voie sud de l'ancienne route de la soie. Il pourrait être identifié avec un lieu appelé Saca, mentionné dans des documents en alphabet kharosthi trouvés dans la région.
Le site est protégé depuis 2001, dans la liste des sites historiques et culturels majeurs protégés au niveau national, sous le numéro de catalogue 5-137.

## Description
Le site d'Endere se situe au Xinjiang, sur la rive orientale de la rivière Endere, à environ 20 km au sud-est du village d'Endere et 130 km à l'ouest de la ville du Xian de Minfeng, dans la préfecture de Hotan, à mi-chemin entre Qiemo et Niya.

## Histoire
On pense qu'Endere est un important poste militaire et d'un centre bouddhique. Des pièces découvertes sur place indiquent que les Chinois contrôlent la zone depuis au moins la dynastie Han (-206 — 220), mais qu'elle est conquise par l'Empire tibétain (629 – 877) pendant la dynastie Tang (618 – 690, puis
705 – 907). Le fort est abandonné au IXe siècle lorsque la rivière Endere modifie son cours.
En 1901, le fort d'Endere est excavé par l'archéologue britannique Aurel Stein. Il y découvre un certain nombre de bâtiments dédiés au bouddhisme, dont un temple rempli de lambeaux de textile et de fragments de manuscrits bouddhistes écrits en chinois, tibétain et sanskrit, suggérant que le site a attiré des personnes d'assez loin.

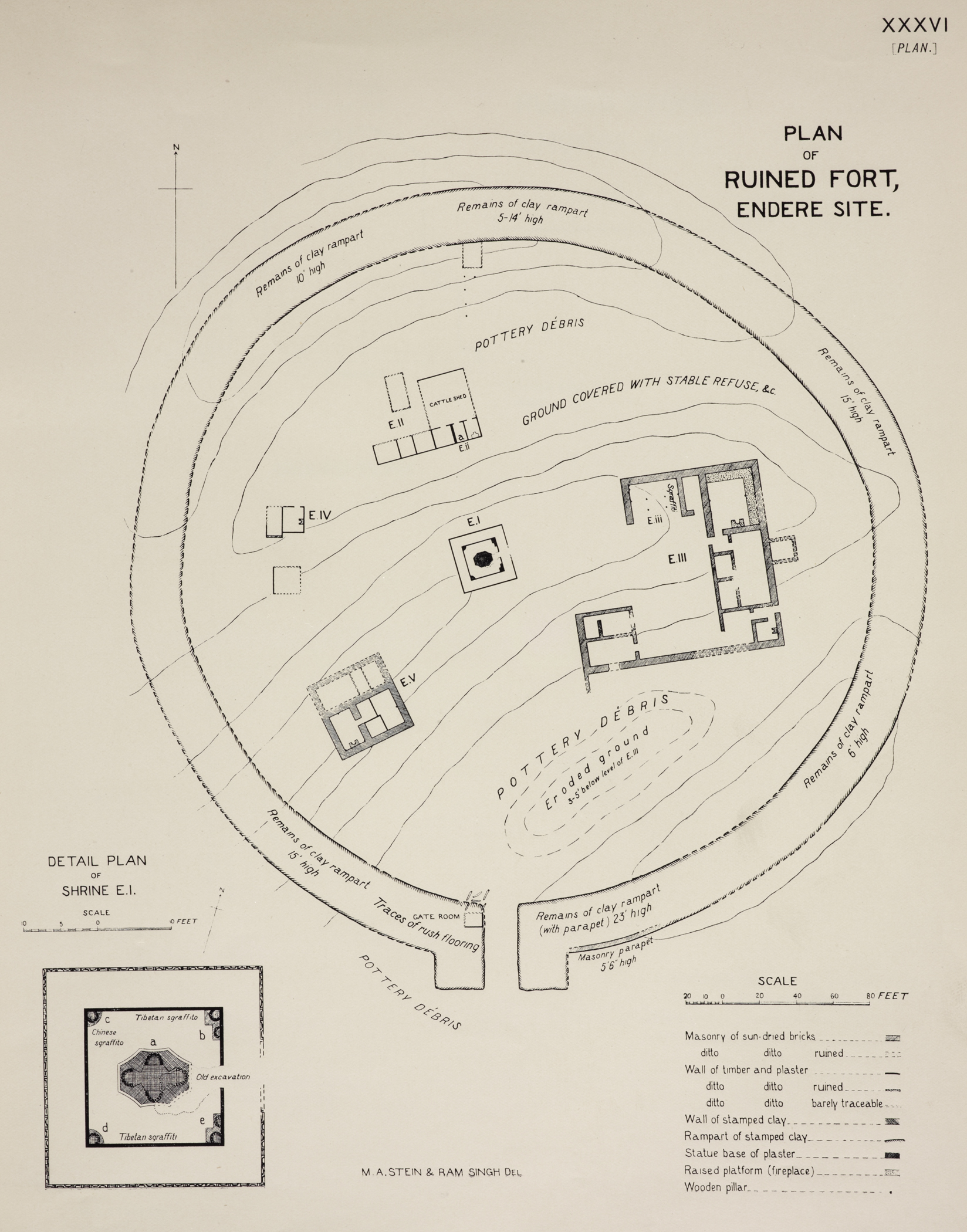
Plan des ruines du fort d'Endere.
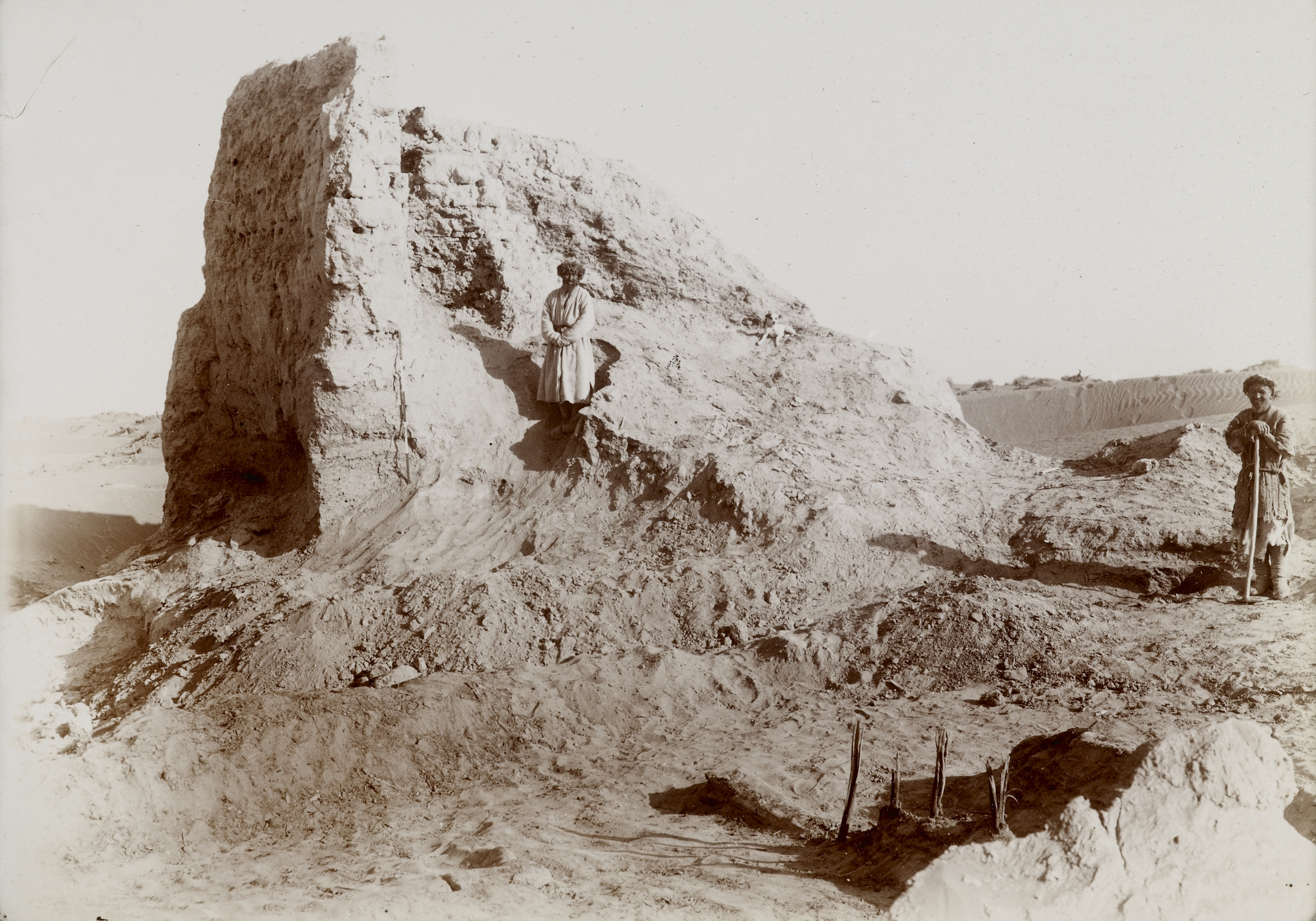
Fouilles des ruines en 1906.
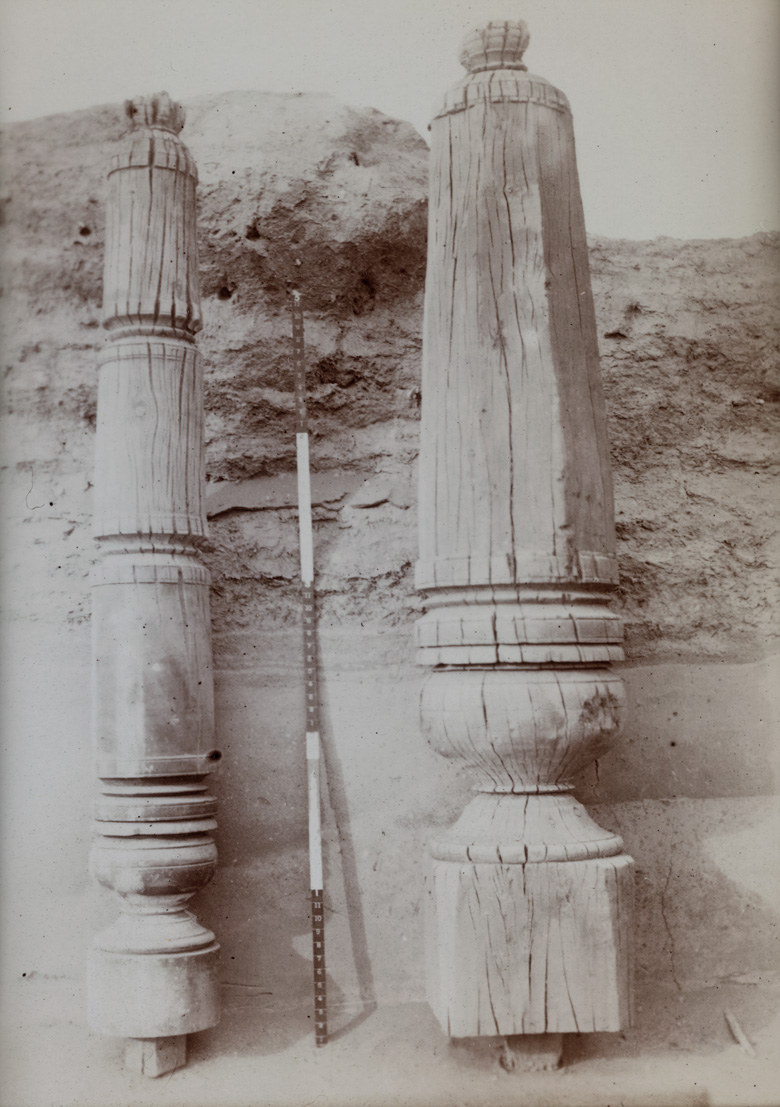
Piliers retrouvés sur le site.
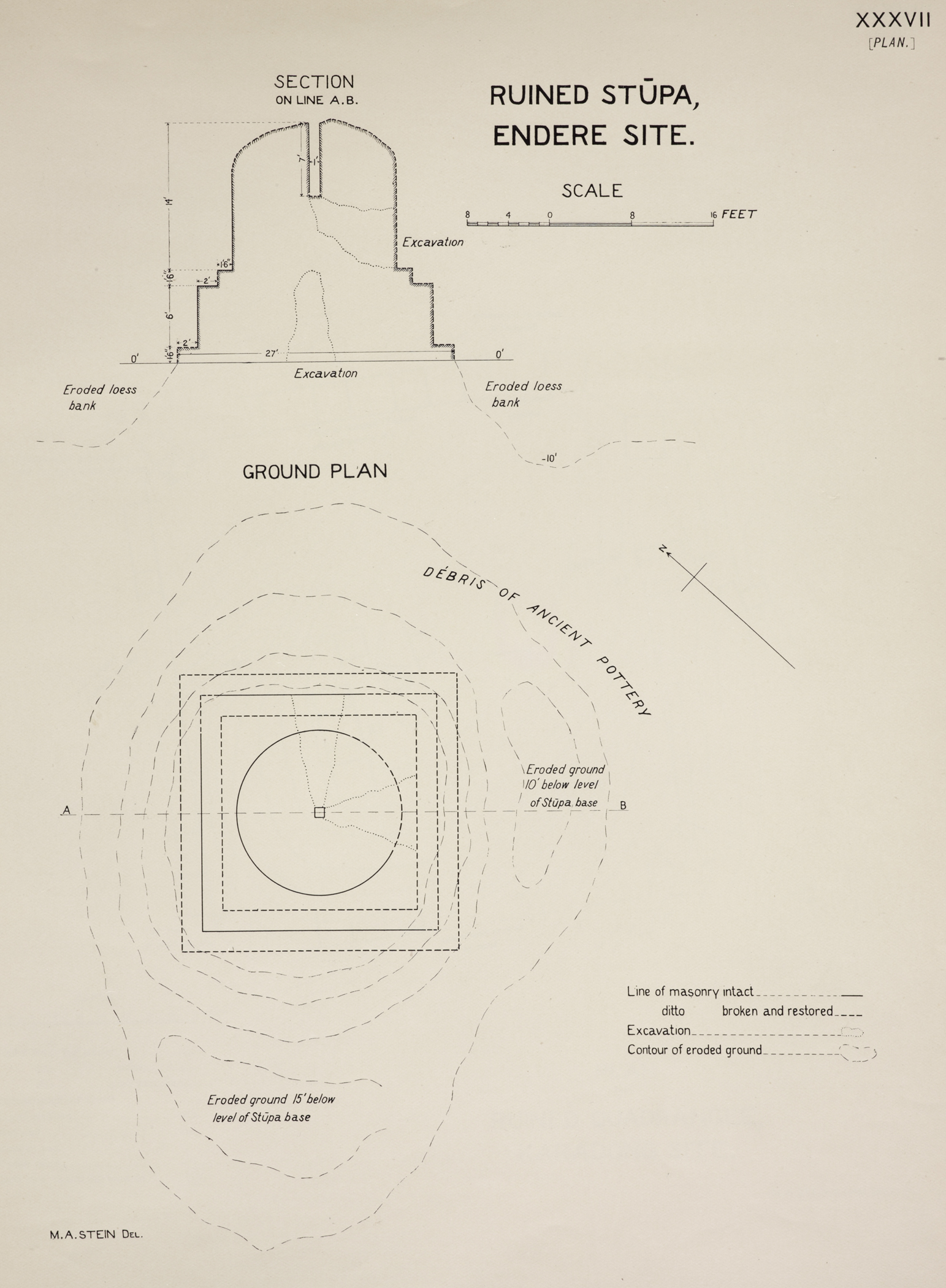
Plan du stūpa.
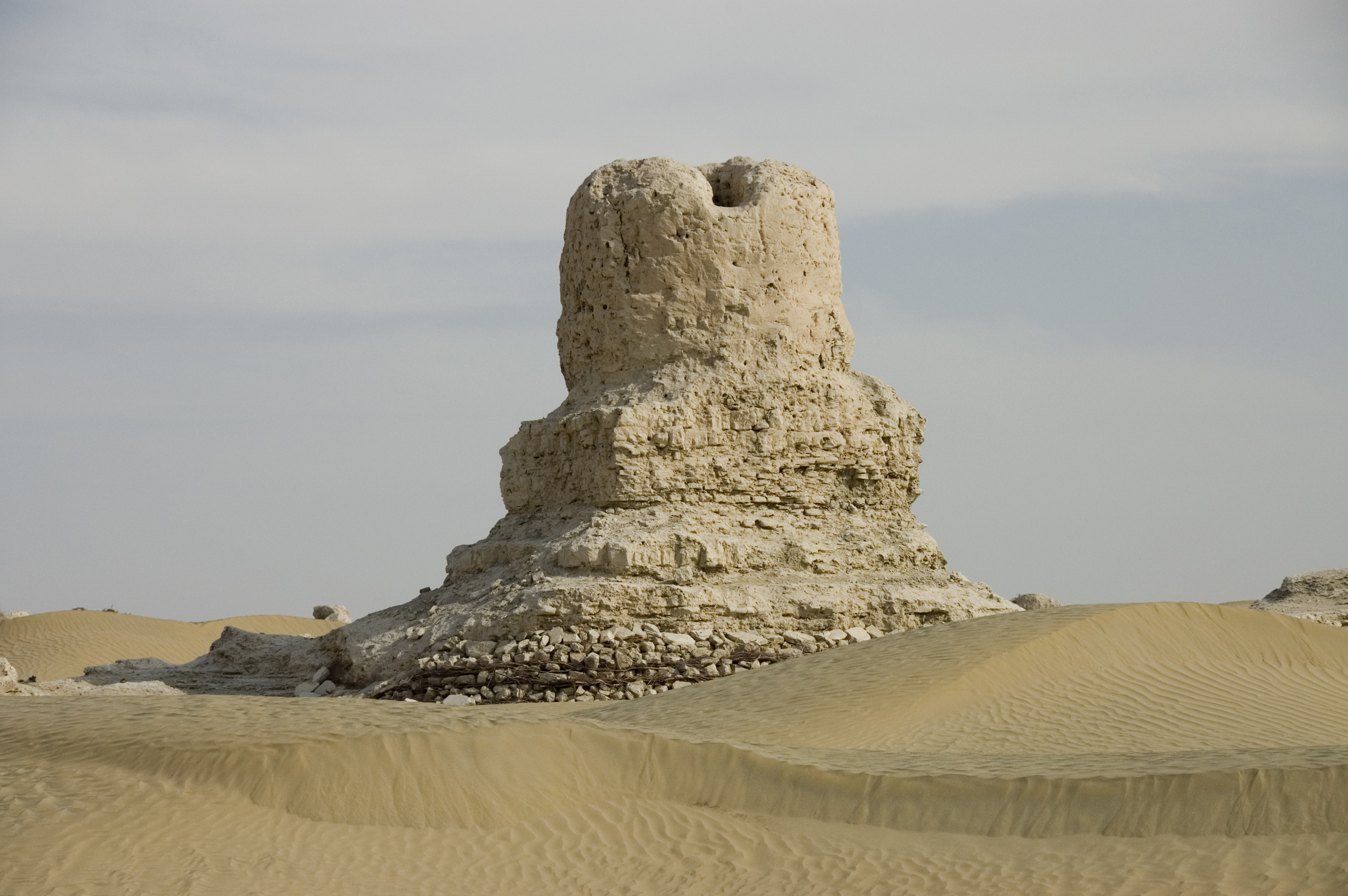
Stūpa d'Endere.
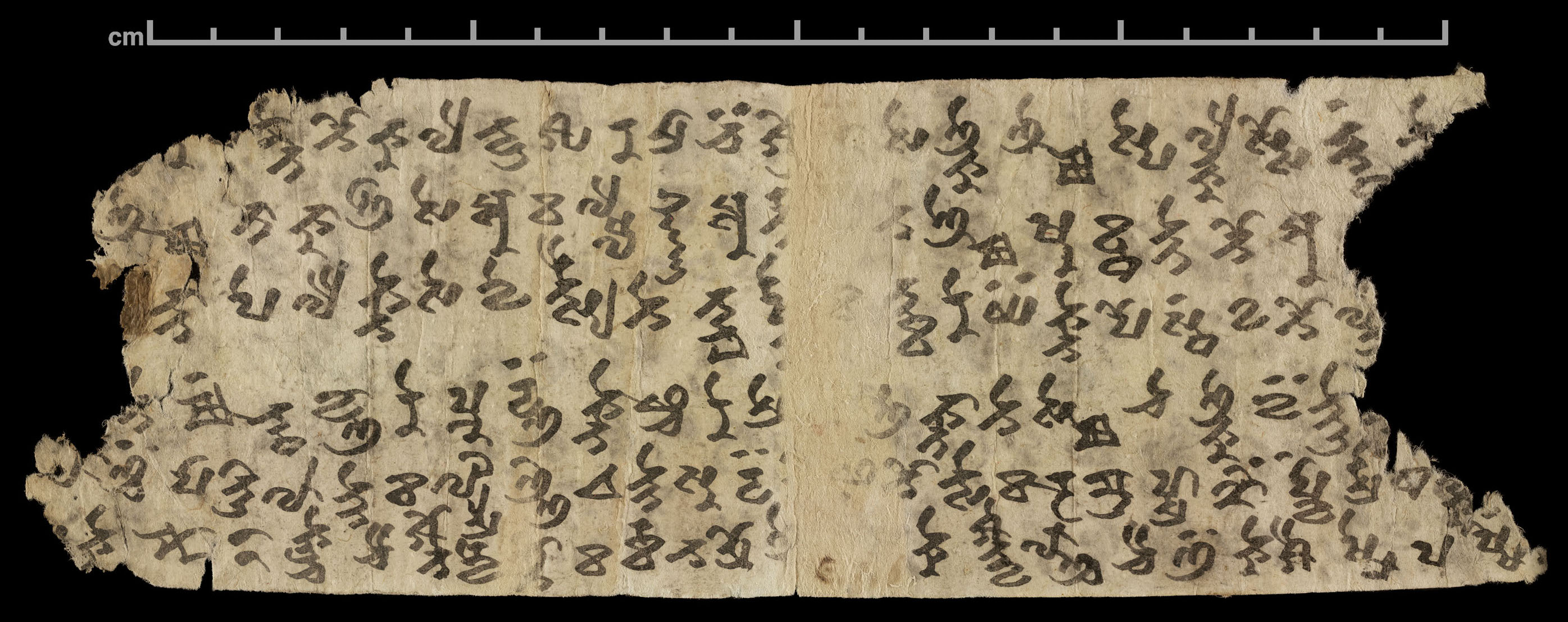
Fragment de texte en brahmi.